# Resolutie 120 Veiligheidsraad Verenigde Naties
Resolutie 120 van de Veiligheidsraad van de Verenigde Naties was de voorlaatste resolutie van de VN-Veiligheidsraad in 1956. Op een na alle leden van de Raad stemden voor. Enkel de Sovjet-Unie stemde tegen.

## Achtergrond
Eind oktober 1956 kwam een deel van de Hongaarse bevolking in opstand tegen het communistische regime. Toen de zaak escaleerde vroeg dat regime de Sovjet-Unie om hulp. Op 4 november vielen Sovjet-troepen Hongarije binnen en bezetten dit land. De in de maak zijnde revolutie werd met geweld neergeslagen en het land bleef nog tot 1989 communistisch.

## Inhoud
De Veiligheidsraad bemerkte dat er een ernstige situatie was ontstaan nu de Sovjet-Unie met militair optreden de poging van het Hongaarse volk om voor hun rechten op te komen onderdrukte. Door gebrek aan unanimiteit onder zijn permanente leden was de Veiligheidsraad niet in staat om de wereldvrede en -veiligheid te handhaven. Besloten werd een spoedvergadering van de Algemene Vergadering bijeen te roepen, om aanbevelingen te doen.
Lijst ·  111 ·  112 ·  113 ·  114 ·  115 ·  116 ·  117 ·  118 ·  119 ·  120 ·  121